# سادات محله (بازکیاگوراب)
سادات محله یک منطقهٔ مسکونی در ایران است که در استان گیلان واقع شده‌است. براساس سرشماری مرکز آمار ایران در سال ۱۳۹۵، سادات محله ۱۹۸ نفر جمعیت دارد.